# Al-Džagbúb
Al-Džagbúb je sídlo u oázy Al-Džagbúb na východě Libyjské pouště. Je blíže k egyptskému městu Síwa než k jakémukoli významnému libyjskému městu. Nachází se v distriktu Butnan. Má těměř 3 tisíce obyvatel. Ve městě se 12. března 1890 narodil Idris I.
Za 2. světové války došlo k obléhání města zeměmi Commonwealthu. Po třech měsících nakonec italské a libyjské jednotky, kterým velel Salvatore Castagna, 23. března 1941 kapitulovaly.